# Llorente (Filipinas)
Llorente es un municipio filipino de tercera clase, perteneciente a la provincia de Sámar Oriental, en las Bisayas Orientales.

## Toponimia
El lugar se conoció como «Lanang» primero; con el nombre actual de «Llorente», honra a Julio A. Llorente, quien fuera gobernador de la provincias de Cebú y Sámar.

## Historia
Hacia mediados del siglo XIX, el lugar, por entonces dependiente del pueblo de Borongan, tenía contabilizadas 412 casas. Aparece descrito en el segundo volumen del Diccionario geográfico, estadístico, histórico de las Islas Filipinas (1851) de Manuel Buzeta Núñez y Felipe Bravo con las siguientes palabras:

LANANG: anejo del pueblo de Borngan, en la isla y prov. de Samar, dióc. de Cebú; sit. en la costa de la isla, terreno llano, despejado, y clima templado por las brisas marítimas y la frondosidad del arbolado; no es muy sano, pues se padecen con alguna frecuencia cólicos, calenturas intermitentes y gástricas á causa de las muchas humedades. Tiene unas 412 casas; el tribunal, aunque sencillo, es el edificio mas notable; en él está la cárcel. Hay escuela de primeras letras dotada de los fondos de comunidad; una pequeña igl. y como á 300 varas de ella el cementerio, que es capaz y ventilado. Comunícase este anejo con su matriz y colaterales por medio de un camino regular que sigue la costa, y recibe el correo de la cabecera en dias indeterminados. El term. confina por N. con el de su matriz, en cuyo artículo incluimos su pobl. y trib.; el terreno es bastante fértil; prod. arroz, abacá, cacao, cocos, etc.
(Buzeta y Bravo, 1851, p. 148)

En 2020, tenía censados 21 459 habitantes.